# Dix Commandements alternatifs
Les Dix Commandements alternatifs sont des solutions de rechange aux Dix Commandements de la Bible. Plusieurs variantes ont été créées, et il n'existe aucun consensus quant à une version unique. Une alternative aux Dix Commandements a été récemment popularisée par Richard Dawkins dans son livre Pour en finir avec Dieu.

## Exemples

### Georgia Guidestones
Les Georgia Guidestones sont de larges blocs de granit qui sont inscrits avec un autre ensemble de dix commandements.

### Richard Dawkins

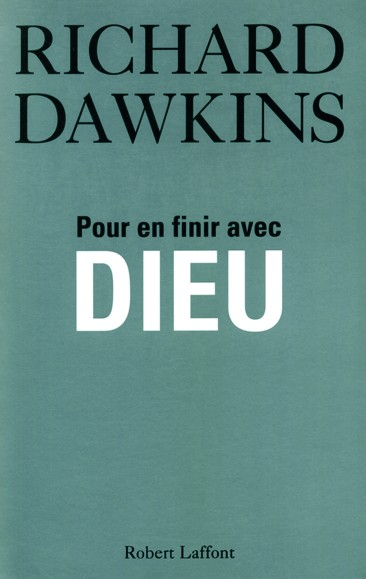
Pour en finir avec Dieu

L'alternative aux Dix Commandements citée par Richard Dawkins dans Pour en finir avec Dieu est, :
1. Ne fais pas aux autres ce que tu ne voudrais pas qu'ils te fassent.
2. En toutes choses, efforce-toi de ne pas nuire.
3. Traite tes frères humains, tes frères les êtres vivants, et le monde en général avec amour, honnêteté, fidélité et respect.
4. Ne ferme pas les yeux sur le mal, et n'hésite pas à exercer la justice, mais en étant prêt à pardonner à ceux qui reconnaissent librement leurs torts et qui le regrettent sincèrement.
5. Vis ta vie dans la joie et l'émerveillement.
6. Cherche toujours à apprendre du nouveau.
7. Teste tout ; vérifie toujours tes idées à la lumière des faits, et sois prêt à rejeter même une croyance qui t'est chère si elle n'est pas conforme à ces faits.
8. Ne cherche jamais à censurer ceux qui ne pensent pas comme toi, ou à te couper d'eux ; respecte toujours le droit des autres à être en désaccord avec toi.
9. Fais-toi des opinions indépendantes en te fondant sur ta raison et sur ton expérience ; ne te laisse pas conduire aveuglément par les autres.
10. Remets tout en question.

Richard Dawkins précise aussi que dans sa version personnelle, il modifierait la liste ci-dessus pour ajouter :
- Trouve du plaisir dans ta vie sexuelle (dans la mesure où elle ne fait de tort à personne) et laisse les autres jouir de la leur en privé quels qu'en soient les penchants, qui ne te regardent pas.
- N'exerce pas de discrimination et d'oppression fondée sur le sexe, la race, ou (autant que possible) l'espèce.
- N'endoctrine pas tes enfants. Apprends-leur à penser par eux-mêmes, à évaluer les faits et à ne pas être d'accord avec toi.
- Apprécie l'avenir sur une échelle de temps plus grande que la tienne.

### L'alternative humaniste
L'alternative humaniste aux Dix Commandements cités par le Dr Rodrigue Tremblay dans le Code pour une éthique globale est :
1. Proclamer la dignité naturelle et la valeur inhérente de tous les êtres humains.
2. Respecter la vie et les biens d'autrui.
3. Pratiquer la tolérance et l'ouverture sur les choix et les styles de vie des autres.
4. Partager avec ceux qui sont moins fortunés et aider ceux qui sont dans le besoin.
5. N'utiliser ni mensonges, ni doctrine spirituelle, ni pouvoir temporel à dominer et à exploiter les autres.
6. Se fier à la raison, la logique et la science pour comprendre l'Univers et résoudre les problèmes de la vie.
7. Conserver et améliorer l'environnement terrestre naturel, le sol, l'eau, l'air et l'espace comme patrimoine commun de l'humanité.
8. Résoudre les différences et les conflits par la coopération sans recourir à la violence ou à la guerre.
9. Organiser les affaires publiques en fonction de la liberté individuelle et la responsabilité, grâce à la démocratie politique et économique.
10. Développer son intelligence et ses talents à travers l'éducation et l'effort.

### L'alternative immorale
Par nature, l'alternative immorale formule l'opposition symétrique du décalogue :
1. Je représenterai Tout.
2. Je jugerai au nom de Dieu.
3. Je travaillerai un jour par semaine.
4. Je déshonorerai mes parents.
5. Je tuerai.
6. Je volerai.
7. Je violerai.
8. Je mentirai contre mon prochain.
9. Je désirerai le bien des autres.
10. Je convoiterai la femme de mon prochain.

### L'alternative amorale
Contrairement aux interdits ou commandements du décalogue, l’alternative amorale suit une éthique de réciprocité qui pourrait se formuler[réf. nécessaire] comme suit :
1. Nous aurons pour échelle de valeur l’argent.
2. Nous représenterons aussi bien les uns que les zéros.
3. Nous jugerons au nom de la machine.
4. Nous travaillerons sept jours sur sept.
5. Nous forgerons le caractère de nos enfants.
6. Nous préserverons l’ordre plutôt qu’un idéal de justice.
7. Nous partagerons les informations de façon neutre.
8. Nous ne serons volage qu'avec les personnes libres.
9. Nous utiliserons la ruse pour combattre le malin.
10. Nous nous contenterons de ce dont nous avons besoin.

## Sites web
- The New Ten Commandments
- An alternative ten commandments
- Tremblay's 10 Humanist Commandments
- Humanist ten commandments
- Alternative on the Global Idea Bank
- Atheistic Rights and Responsibilities